# Asiphonaphis japonica
Asiphonaphis japonica är en insektsart. Asiphonaphis japonica ingår i släktet Asiphonaphis och familjen långrörsbladlöss. Inga underarter finns listade i Catalogue of Life.